# Henryk Jachimowski
Henryk Jachimowski (ur. 16 kwietnia 1938 w Rożnicy, zm. 15 listopada 2014 w Kielcach) – polski poeta, prozaik, autor sztuk scenicznych.

## Życiorys
Ukończył filologię polską na Wydziale Filologiczno-Historycznym Wyższej Szkoły Pedagogicznej w Krakowie. Debiutował jako poeta na łamach miesięcznika „Ziemia Kielecka”. W latach 1960–1965 był członkiem grupy Ponidzie. W latach 1983–1990 był redaktorem kieleckiego oddziału Wydawnictwa Łódzkiego.
Wystawiał swoje sztuki teatralne w kraju (Teatr STU i Teatr Bagatela w Krakowie) i poza granicami (Londyn, Budapeszt). Laureat wielu nagród literackich (m.in. Nagroda Czerwonej Róży - wyróżnienie w 1963, Laur Józefa Czechowicza, Nagroda Stanisława Piętaka, Nagroda Literacka im. Stanisława Staszica, Nagroda Miasta Kielce, Świętokrzyska Nagroda Kultury, Nagroda za osiągnięcia w dziedzinie twórczości artystycznej, upowszechniania i ochrony kultury, Zasłużony dla Kultury Polskiej, Gloria Artis)
Od 1992 roku prowadził w Kieleckim Centrum Kultury założoną przez siebie Scenę Autorską, w programie której realizował m.in. idee Teatru Kobiet w takich spektaklach jak: Image, Pieśń wigilijna, Pieśń o miłości, Pieśń o wolności, Pieśń o Ziemi oraz poprzez poetycką opowieść recitalu wyśpiewanego przez Justynę Łysak Moje życie jest moje. Realizacje te przedstawiane były wielokrotnie w Kielcach, w kościołach i teatrach na terenie kraju.
Henryk Jachimowski współpracował także z Kieleckim Teatrem Tańca, który według jego tekstów zrealizował spektakle taneczne: Pasję oraz Zdarzyło się w Jeruzalem.
Ostatnia jego realizacja sceniczna – prapremiera oratorium Święta przy Tobie chwila z muzyką Pawła Łukowca – odbyła się 25 października 2014 roku w bazylice Matki Boskiej Ostrobramskiej w Skarżysku-Kamiennej.
Muzykę do utworów teatralnych, Henryka Jachimowskiego pisali m.in. Jan Jarczyk, Janusz Grzywacz, Paweł Łukowiec, Krzesimir Dębski, a do utworów poetyckich i poematów pieśniowych realizowanych w formie spektakli muzycznych Marek Tercz.

## Twórczość

### Poezja
- Idę po dnie rzeki – 1965, Wyd. Iskry
- Pieśni wyśpiewane – 1970, Wyd. Łódzkie
- Mity powracające – 1975, Wyd. Łódzkie
- Jesteś dzieckiem świata (Pieśń wigilijna, Pieśń o miłości, Pieśń o wolności, Pieśń o Ziemi, Pasja) – 2006, Oficyna Scriptum, Kielce
- Moje życie jest moje
- Kolędy i pastorałki. Pieśń wigilijna – 2016, Oficyna Wydawnicza „STON 2"

### Powieści
- Jaszczury (opowiadania) – 1966 Wyd. Iskry
- Skaza – 1969, 1977, Ludowa Spółdzielnia Wydawnicza
- Mgła – 1976, Wyd. Łódzkie

### Dramaty
- Dramaty (Makijaż, Trawa jest czerwona, Liga Kobiet) – 1985, Wyd. Łódzkie
- Nostalgia i inne utwory sceniczne (Paraliż, Nostalgia, Image, Pieśń wigilijna, Pieśń o miłości) – 1996, Oficyna Wydawnicza „STON 2"

### Utwory i realizacje sceniczne (premiery)
- Makijaż – 1982, 1985, Teatr STU, Kraków; 1984, Teatr im. Stefana Żeromskiego w Kielcach
- Mgła – 1982, Teatr STU, Kraków
- Seks-seks, Durnie-durnie – 1986, Studio Teatr Kobiet, Kielce
- The Females – 1991, The Tabard Theatre(inne języki), Londyn
- Image – 1993, Scena Autorska Kieleckiego Centrum Kultury
- Pieśń wigilijna – 1994, Scena Autorska Kieleckiego Centrum Kultury
- Pieśń o miłości – 1996,
- Pieśń o wolności – 1999, Scena Autorska Kieleckiego Centrum Kultury
- Pieśń o Ziemi – 2002, Scena Autorska Kieleckiego Centrum Kultury
- Moje życie jest moje – Scena Autorska Kieleckiego Centrum Kultury
- Pasja – 2006, Kielecki Teatr Tańca, Duża Scena KCK
- Zdarzyło się w Jeruzalem – 2008, Kielecki Teatr Tańca, Duża Scena KCK
- Święta przy Tobie chwila (oratorium) – 2014, bazylika Matki Boskiej Ostrobramskiej, Skarżysko-Kamienna
- 817...W popiele testament (oratorium) - 2023, Filharmonia Świętokrzyska, Kielce

### Utwory niepublikowane
- Karczówka. Zapisane w pamięć – poemat